# 極地守護犬
是一部於2020年上映的美國真人動畫冒險片，由克里斯·桑德斯執導，麥可·葛林編劇。電影改編自傑克·倫敦的1903年小說《野性的呼喚》，主演包括哈里遜·福特、丹·史蒂文斯、凱倫·吉蘭和歐馬·希。
《極地守護犬》定於2020年2月21日上映。该片是“二十世紀福斯”更名“二十世紀影業”后的首部作品。電影獲得褒貶不一的評價，影評家稱讚哈里遜·福特的演出，特別是有趣的動作和認真的語氣，但同時批評電腦合成影像動物的恐怖谷效果。由於嚴重特殊傳染性肺炎的大流行影響，票房收入為1.11億美元；對比1.25至1.5億美元的製作預算，電影成了票房炸彈，片商損失估計為5000萬至1億美元。

## 劇情

### 巴克的轉折
故事主角是巴克（Buck），一隻住在加州莊園裡、性格活潑的大狗，原本過著舒適的日子。  
因為淘金熱的需求，巴克被人拐走並賣到阿拉斯加，開始了截然不同的人生。  

### 雪橇犬的磨練
巴克被迫加入郵政雪橇犬隊伍，隊長是佩羅（Perrault）。  
在極地嚴苛的環境中，巴克學會了生存，逐漸贏得狗群的尊重，並從副手一步步取代原先的領袖。  

### 野性的呼喚
郵遞任務結束後，巴克被賣給了殘忍的新主人，差點喪命。  
這時候，孤獨的探險者約翰·桑頓（John Thornton，哈里遜·福特飾）救下了牠，並與巴克建立深厚情感。  

### 人犬羈絆
桑頓正處於人生低潮，巴克的陪伴給了他慰藉。  
兩者一同探索荒野，巴克逐漸聽見「野性的呼喚」，感受到大自然與狼群的吸引力。  

### 回歸荒野
桑頓最終過世（忠於小說精神，但處理得比較溫和）。  
巴克完全擁抱天性，加入狼群，成為牠們的領袖，象徵牠從寵物轉變為真正自由的野性之犬。  

## 演員
- 哈里遜·福特 飾 約翰·桑頓
- 歐馬·希 飾 佩羅
- 丹·史蒂文斯 飾 哈爾
- 凱倫·吉蘭 飾 梅賽德斯
- 布萊德利·惠特福德 飾 米勒法官
- 科林·伍德爾 飾 查爾斯
- 卡拉·吉 飾 弗朗索瓦
- 斯科特·麥克唐納（英语：Scott MacDonald (actor)） 飾 道森

## 製作
2017年10月，宣佈二十世紀福斯正在開發改編自傑克·倫敦1903年小說《野性的呼喚》的電影。故事設定在1890年代的克朗代克淘金熱時期的育空，由克里斯·桑德斯執導，麥可·葛林編劇，爾文·史托夫擔任製片人。2018年7月，哈里遜·福特和丹·史蒂文斯加盟電影。電影特效將由Technoprops負責。2018年8月，科林·伍德爾加盟電影。9月，歐馬·希和凱倫·吉蘭加盟電影。10月，布萊德利·惠特福德加盟電影。

### 拍攝
主體拍攝在2018年9月底於洛杉磯進行。

## 發行
電影原定於2019年12月25日在美國上映。2019年5月7日，隨著福斯併入華特迪士尼旗下，迪士尼宣佈電影延期至2020年2月21日上映。

## 音乐
2019年1月，约翰·鲍威尔宣布将为这部电影作曲。鲍威尔此前曾与桑德斯在2010年梦工厂动画电影《驯龙高手》中合作。录音主要是在洛杉矶的纽曼配乐台进行，鲍威尔指挥了一个90人的管弦乐队，同时还雇用了一个60人的合唱团进行配乐。与他一起工作的还有常规作曲家Batu Sener和Paul Mounsey，他们提供了额外的音乐。原声带于2020年2月21日由好莱坞唱片公司以数字形式发行。

## 外部連結
- 互联网电影数据库（IMDb）上《極地守護犬》的资料（英文）